# Красный Борок
Кра́сный Боро́к (каз. Красный Борок) — село в Пресногорьковском сельском округе Узункольского района Костанайской области Казахстана. Код КАТО — 396649500.
В 2 км к западу от села находится озеро Большое Горькое.

## История
В 2014 году в состав Красного Борка включены соседние сёла Камышловка и Борки.
До 2019 года входило в состав Петропавловского сельского округа, затем переподчинено Пресногорьковскому сельскому округу.

## Население
В 1999 году население села составляло 78 человек (39 мужчин и 39 женщин). По данным переписи 2009 года, в селе проживали 62 человека (27 мужчин и 35 женщин).